# Hec Ramsey
Hec Ramsey è una serie televisiva statunitense in 10 episodi trasmessi per la prima volta nel corso di 2 stagioni dal 1972 al 1974.
È una serie del genere western incentrata sulle vicende di Hector "Hec" Ramsey, un ex pistolero che si reinventa detective. Nonostante le buone recensioni dell'epoca, Hec Ramsey fu cancellata dopo due stagioni in seguito a disaccordi irrisolvibili tra l'attore protagonista Richard Boone e la Universal.

## Trama
Hector "Hec" Ramsey è un ex pistolero, cacciatore di taglie e uomo di legge che ha sviluppato un forte interesse per l'allora emergente campo della scienza forense. Le sue più importanti "armi" sono le attrezzature per la rilevazione delle impronte digitali, le lenti di ingrandimento e altre strumentazioni che gli permettono di determinare i veri colpevoli dei reati con maggiore precisione di quanto gli era possibile in precedenza.

## Personaggi e interpreti

### Personaggi principali
- Sceriffo Hec Ramsey (stagioni 1-2), interpretato da Richard Boone.
- Capo della polizia Oliver B. Stamp (stagioni 1-2), interpretato da Rick Lenz.
- Doc Amos B. Coogan (stagioni 1-2), interpretato da Harry Morgan.
- Arne Tornquist (stagioni 1-2), interpretato da Dennis Rucker.

### Personaggi secondari
- Sergente Juan Mendoza (stagione 1), interpretato da Perry Lopez.
- Watson (stagione 1), interpretato da Bill Vint.
- Banchiere (stagione 1), interpretato da Len Wayland.
- Drew (stagioni 1-2), interpretato da Harry Harvey.
- Nora Muldoon (stagione 1), interpretata da Sharon Acker.
- Andy Muldoon (stagione 1), interpretato da Brian Dewey.
- A. Wingate (stagioni 1-2), interpretato da Francis De Sales.
- Gestore del saloon (stagione 2), interpretato da Owen Bush.
- Gabe Rawlins (stagione 2), interpretato da John Anderson.
- Robert Y. Pierce (stagione 2), interpretato da Harold J. Stone.
- Lew Post (stagione 2), interpretato da Terry Wilson.
- Giudice Hargreaves (stagione 2), interpretato da Dale Johnson.
- Caporale (stagione 2), interpretato da Jim B. Smith.
- Mike Walker (stagione 2), interpretato da Larry Mitchell.

## Produzione
La serie fu prodotta da Mark VII Ltd. e Universal TV e girata negli studios della Universal a Universal City in California. Le musiche furono composte da Laurence Rosenthal e Lee Holdridge. Jack Webb fu il produttore esecutivo.

### Registi
Tra i registi della serie è accreditato Harry Morgan in 2 episodi (1973-1974).

### Sceneggiatori
Tra gli sceneggiatori della serie sono accreditati:
- Harold Jack Bloom in 9 episodi (1972-1974)
- John Meston in 2 episodi (1972-1973)
- Shimon Wincelberg in 2 episodi (1972-1973)

## Distribuzione
La serie fu trasmessa negli Stati Uniti dall'8 ottobre 1972 al 7 aprile 1974 sulla rete televisiva NBC. In Italia è stata trasmessa con il titolo Hec Ramsey.
Alcune delle uscite internazionali sono state:
- negli Stati Uniti l'8 ottobre 1972 (Hec Ramsey)
- nei Paesi Bassi il 26 ottobre 1973
- in Italia (Hec Ramsey)

## Episodi
| Stagione         | Episodi | Prima TV USA |
| ---------------- | ------- | ------------ |
| Prima stagione   | 5       | 1972-1973    |
| Seconda stagione | 5       | 1973-1974    |